# Pływanie na Letnich Igrzyskach Olimpijskich 1924 – 100 m stylem dowolnym kobiet
Wyścig na 100 metrów stylem dowolnym kobiet był jedną z konkurencji pływackich rozgrywanych podczas VII Letnich Igrzysk Olimpijskich w Paryżu. Wystartowało 16 zawodniczek z siedmiu reprezentacji.
Amerykańskie kraulistki dorównały a może i nawet przewyższyły dokonania ich kolegów z drużyny narodowej, mimo iż Amerykański Komitet Olimpijski starał się je uchronić od jakichkolwiek rozczarowań trzymając jak najdalej występu przed paryską publiką. Wszystkie trzy zawodniczki wyrównały bądź pobiły rekord świata ustanowiony przed igrzyskami. W finale chodziło już wyłącznie o podział medali pomiędzy Gertrude Ederle, Ethel Lackie i Mariechen Wehselau. Ta ostatnia prowadziła w połowie dystansu, lecz ostatni wymach ręką pozwolił Lackie, najmłodszej z tria amerykańskich siedemnastolatek, zdobyć złoto przed Wehselau i Ederle. Ederle przyjechała na igrzyska jako faworytka z rekordem świata. Brąz na 100 i 400 metrów stylem dowolnym określiła po igrzyskach jako swoją największą życiową porażkę. Była także pierwszą kobietą, które przepłynęła kanał La Manche.

## Rekordy
| Rekord świata     | 1:12,8 | Gertrude Ederle   | Newark (USA)    | 30 czerwca 1923  |
| Rekord olimpijski | 1:13,6 | Ethelda Bleibtrey | Antwerpia (BEL) | 25 sierpnia 1920 |

## Wyniki

### Eliminacje
Dwie najszybsze zawodniczki i najlepsza z trzeciego miejsca awansowały do półfinału.
Wyścig 1
| Miejsce | Zawodniczka        | Czas   | Uwagi |
| ------- | ------------------ | ------ | ----- |
| 1       | Mariechen Wehselau | 1:12,2 | Q     |
| 2       | Iris Tanner        | 1:22,4 | Q     |
| 3       | Agnete Olsen       | 1:23,0 |       |

Wyścig 2
| Miejsce | Zawodniczka          | Czas   | Uwagi |
| ------- | -------------------- | ------ | ----- |
| 1       | Ethel Lackie         | 1:12,8 | Q     |
| 2       | Florence Barker      | 1:20,8 | Q     |
| 3       | Ernestine Lebrun     | 1:23,4 |       |
| 4       | Wivan Pettersson     | 1:27,4 |       |
| 5       | Karen Maud Rasmussen | 1:29,0 |       |

Wyścig 3
| Miejsce | Zawodniczka       | Czas   | Uwagi |
| ------- | ----------------- | ------ | ----- |
| 1       | Gertrude Ederle   | 1:12,6 | Q     |
| 2       | Mariette Protin   | 1:22,2 | Q     |
| 3       | Hedevig Rasmussen | 1:22,4 |       |
| 4       | Gurli Ewerlund    | 1:23,2 |       |

Wyścig 4
| Miejsce | Zawodniczka     | Czas   | Uwagi |
| ------- | --------------- | ------ | ----- |
| 1       | Constance Jeans | 1:16,0 | Q     |
| 2       | Gwitha Shand    | 1:21,0 | Q     |
| 3       | Maria Vierdag   | 1:22,0 | q     |
| 4       | Hjördis Töpel   | 1:25,8 |       |

### Półfinały
Dwie najszybsze zawodniczki i najlepsza z trzeciego miejsca awansowały do finału.
Półfinał 1
| Miejsce | Zawodniczka        | Czas   | Uwagi |
| ------- | ------------------ | ------ | ----- |
| 1       | Mariechen Wehselau | 1:15,2 | Q     |
| 2       | Ethel Lackie       | 1:16,0 | Q     |
| 3       | Iris Tanner        | 1:18,6 | q     |
| 4       | Maria Vierdag      | 1:21,2 |       |
| 5       | Florence Barker    | 1:21,4 |       |

Półfinał 2
| Miejsce | Zawodniczka     | Czas   | Uwagi |
| ------- | --------------- | ------ | ----- |
| 1       | Gertrude Ederle | 1:15,4 | Q     |
| 2       | Constance Jeans | 1:16,6 | Q     |
| 3       | Gwitha Shand    | 1:22,4 |       |
| 4       | Mariette Protin | 1:22,8 |       |

### Finał
| Miejsce | Zawodniczka        | Czas   |
| ------- | ------------------ | ------ |
| 1       | Ethel Lackie       | 1:12,4 |
| 2       | Mariechen Wehselau | 1:12,8 |
| 3       | Gertrude Ederle    | 1:14,2 |
| 4       | Constance Jeans    | 1:15,4 |
| 5       | Iris Tanner        | 1:20,8 |